# Papalote Móvil Museo del Niño
Papalote Móvil Museo del Niño fue parte de la familia de Museos creados por Papalote Museo del Niño existió de mayo de 1996 a diciembre de 2006, cerrando en ese año con 3 museos viajeros pertenecientes al modelo de museos viajeros más grandes en el mundo.
El proyecto de los "Museos Viajeros" en México fue inspirado por algunos esfuerzos realizados en Australia y que fueron presentado dentro del Marco de la RED POP (red para la popularización de la ciencia) que aunque menores promovían un nuevo estilo de comunicación con la población a través de los museos. Finalmente en 1996, después de un año de conceptualización y desarrollo se inauguró el primer museo con capacidad de viajar dedicado a los niños en la ciudad de Toluca, Estado de México.
- Datos: Q6060081